# Matala-Pölläkkä
Matala-Pölläkkä eller Pölläkänjärvi är en sjö i Finland. Den ligger i kommunen Kangasniemi i landskapet Södra Savolax, i den södra delen av landet, 240 km norr om huvudstaden Helsingfors. Matala-Pölläkkä ligger 126,6 meter över havet. Arean är 95,1 hektar och strandlinjen är 10,74 kilometer lång. Sjön  ingår i Kymmene älvs huvudavrinningsområde.   Den ligger vid sjön Ylimmäisenjärvi. I omgivningarna runt Matala-Pölläkkä växer i huvudsak blandskog.
I övrigt finns följande i Matala-Pölläkkä:
- Ullansaari (en ö)
- Lihasaari (en ö)